# Cyclamen cilicium
Cyclamen cilicium is een cyclaam afkomstig van de naaldbossen in het Taurusgebergte in het zuiden van Anatolië.

## Kenmerken
De naar honing geurende bloemen die samen met de eerste bladeren uitkomen in het naseizoen, zijn lichtroze tot wit (f. album). Ze zijn slanker dan deze van de Cyclamen hederifolium en het uiteinde van de bloemblaadjes is mooi gedraaid.
Deze cyclaam heeft ovale, licht hartvormige, fraai getekende, nauwelijks getande bladeren. 

## Kweek
Cyclamen cilicium is iets minder winterhard dan Cyclamen hederifolium. Het is eerder een rotsplant die een vrij zonnige en droge plaats nodig heeft. Zijn bladeren verdragen moeilijk intense vrieskou.

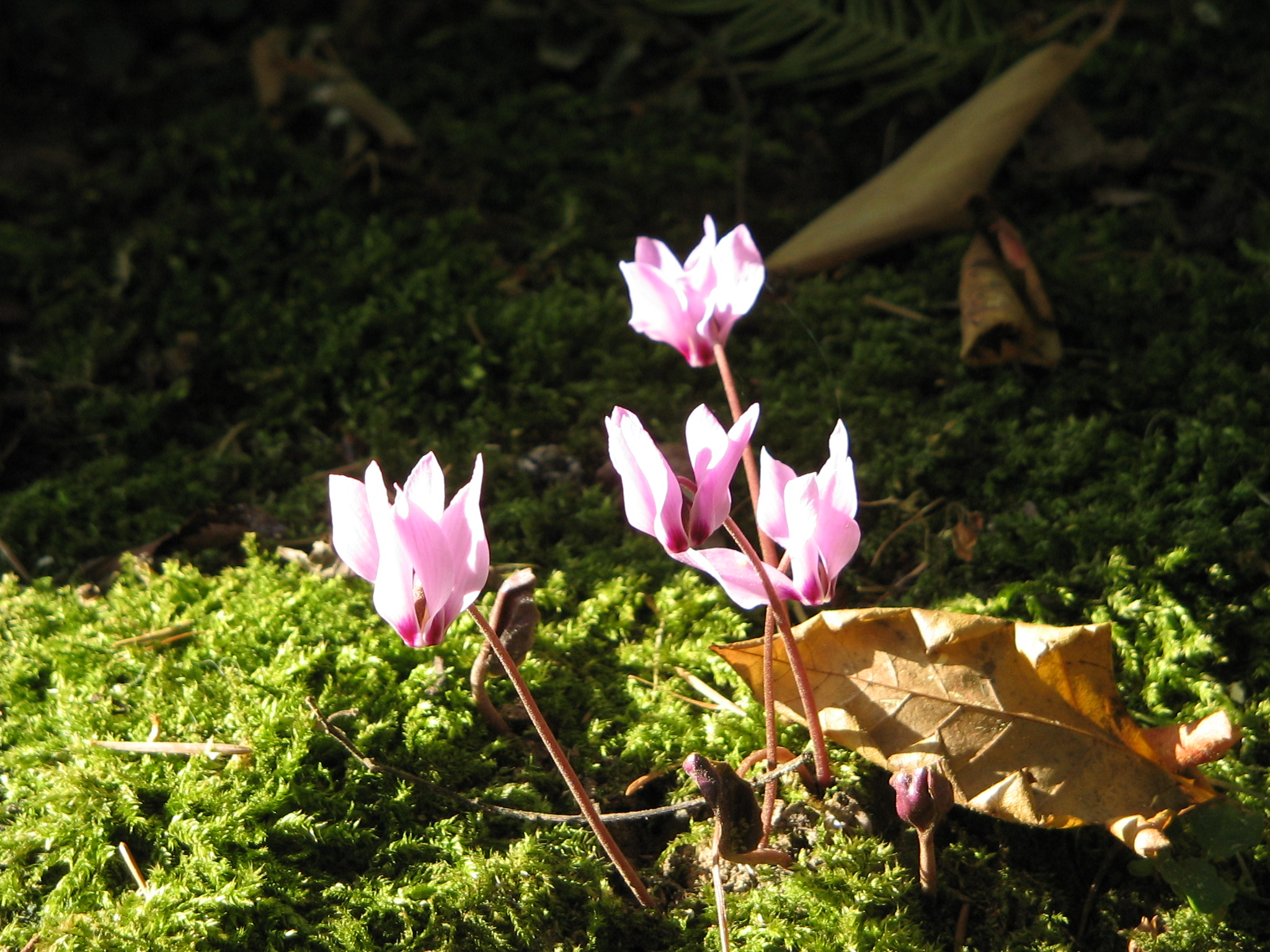
Bloemen in de herfst
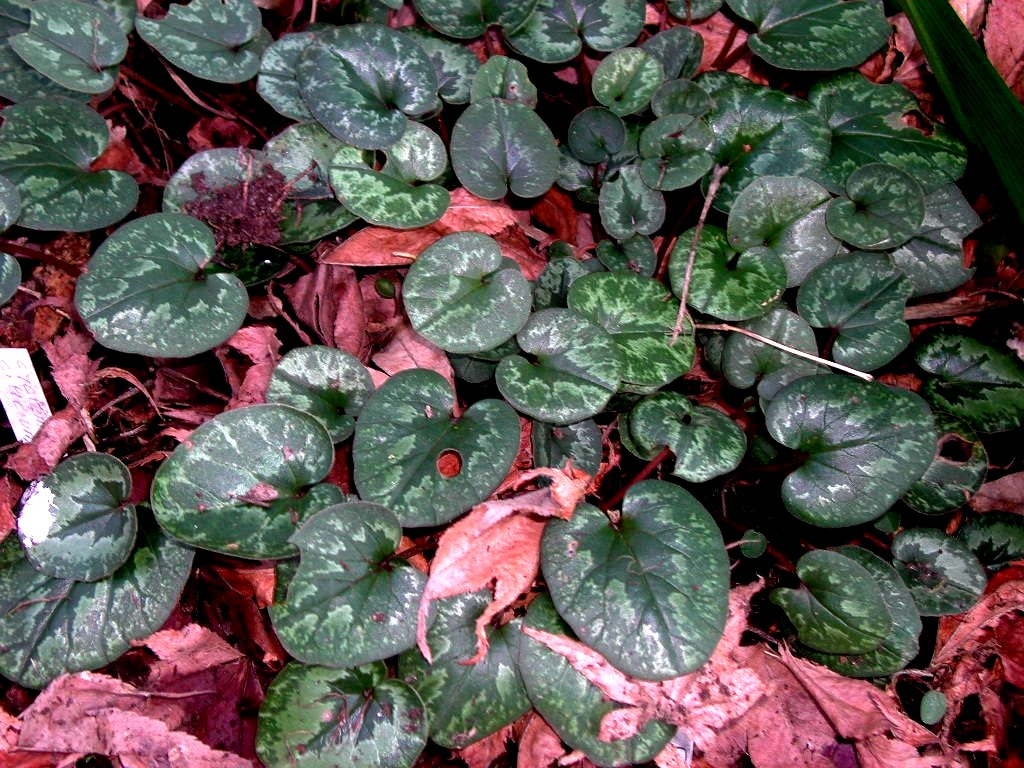
Bladeren in de lente
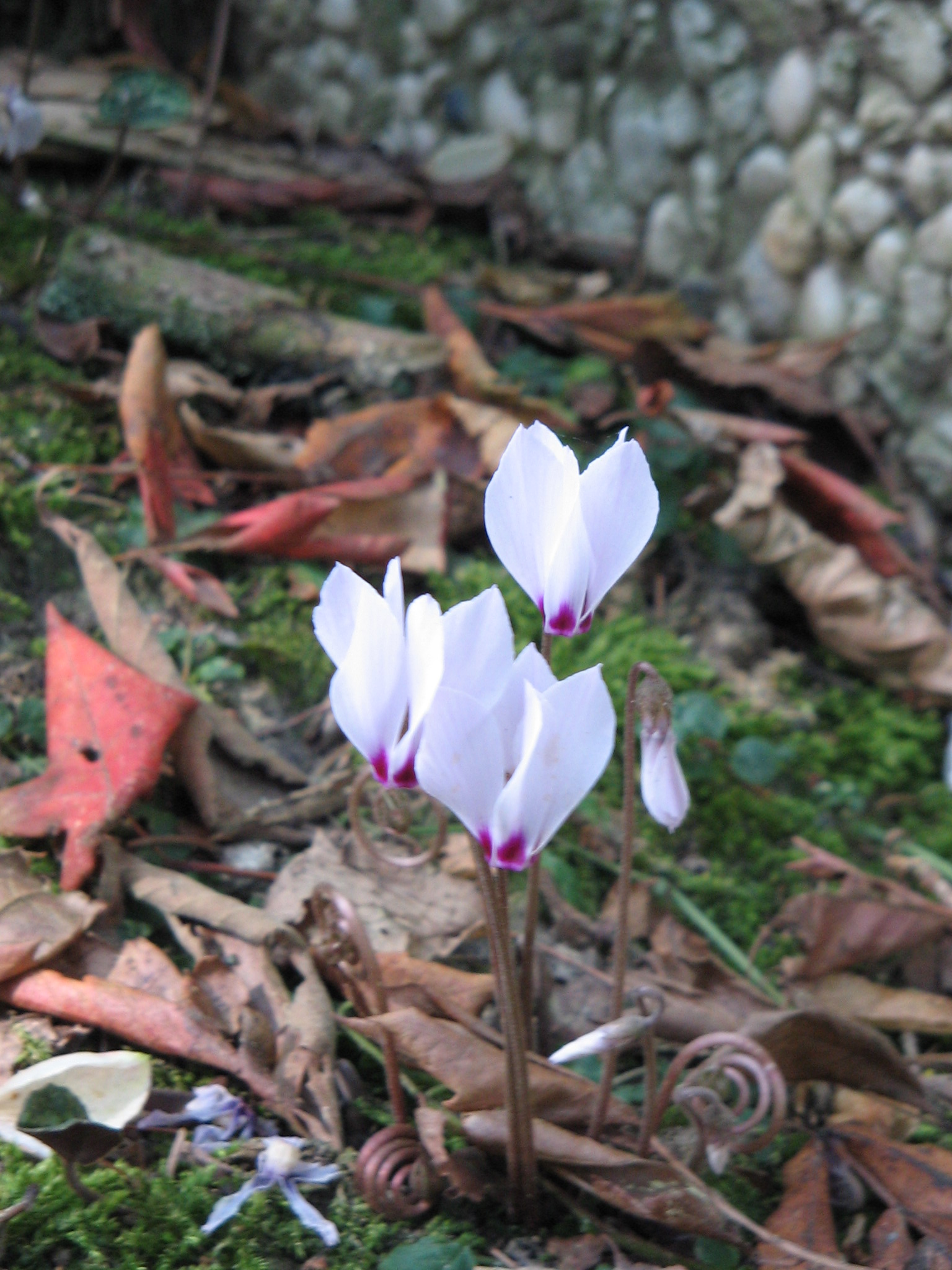
Cyclamen cilicium f. album

... · 
C. abchasicum · 
C. africanum · 
C. alpinum · 
C. balearicum · 
C. cilicium · 
C. colchicum · 
C. coum (Rondbladige cyclaam) · 
C. creticum · 
C. cyprium · 
C. elegans · 
C. graecum · 
C. hederifolium (Napolitaanse cyclaam) · 
C. intaminatum · 
C. libanoticum · 
C. mirabile · 
C. persicum · 
C. pseudibericum · 
C. parviflorum · 
C. purpurascens (Alpenviooltje) · 
C. repandum · 
C. rhodium · 
C. rohlfsianum · 
C. somalense · 
...